# Gabriel Milito
Gabriel Milito vagy teljes nevén Gabriel Alejandro Milito (Bernal, 1980. szeptember 7. –) argentin, válogatott labdarúgó, edző. Az Independiente színeiben fejezte be pályafutását 2012 júniusában. Testvére, Diego Milito szintén válogatott focista volt.

## Pályafutás

### Kezdetek
Korábban Milito 1997-től 2003-ig argentin első osztályban játszó Independienteben játszott. Szembe kellett néznie a bátyjával, Diego Militóval, aki az Independiente ősi riválisánál, a Racingben játszott.
2003-ban több európai klub figyelmét is felkeltette, a spanyol Real Madrid úgy volt le is szerződteti, de végül a klub orvosai úgy gondolták, hogy Milito térde még egy korábbi sérülésből nem épült fel teljesen. Milito végül a szintén spanyol Zaragozához került.

### Real Zaragoza
A Zaragozában eltöltött 4 év alatt a védelem alapemberévé vált, és 4 gólt is szerzett. A Real Madrid orvosaira rácáfolva szinte alig volt sérült. Több nagycsapat érdeklődését is felkeltette, így a Barcelonáét is. Nyáron 20,5 millió euróért a Barcelonához került, és átment az orvosi vizsgálatokon. Megkapta korábban Thiago Motta által viselt 3-as mezt.

### FC Barcelona
Milito szeptember 2-án mutatkozhatott be, a bajnokság második fordulójában, az Athletic Bilbao ellen. November 24-én megszerezte első gólját a csapatban, a Recreativo ellen. Május 5-én Milito súlyos térdsérülést szenvedett, és majdnem egyéves kényszerpihenőt kapott. A nyáron érkező Gerard Piqué megkapta a 3-as mezét, ő helyette a 18-ast kapta.
A 2008-2009-es szezonban végig sérült volt, egyetlen meccsen sem játszott.
A rákövetkező idényben is sokat volt sérült, de legalább 11 bajnokin játszott.
A 2010-2011-es szezon megszokott módon telt el, hisz sérülései miatt 10 meccs jutott neki.

### Independiente másodszor
2011-ben visszatért nevelőegyesületébe. Itt meglepően sok, 31 mérkőzésen játszott, de a szezon végén újabb súlyos sérülést szenvedett. 2012-ben bejelentette visszavonulását.